# پارادشاش‌وار
پارادشاش‌وار (به مجاری:  Parádsasvár) یک منطقهٔ مسکونی در مجارستان است که در ناحیه پترواشارا واقع شده‌است. پارادشاش‌وار ۱۶٫۹۴ کیلومتر مربع مساحت و ۴۱۹ نفر جمعیت دارد.